# MUSC 헬스 스타디움
MUSC 헬스 스타디움(영어: MUSC Health Stadium)은 미국의 축구 전용 경기장이다. 사우스캐롤라이나주 찰스턴에 위치하고 있으며 USL 찰스턴 배터리의 홈경기장이다.